# Adolfo Antonio Suárez Rivera
Pour les articles homonymes, voir Suárez.
Adolfo Antonio Suárez Rivera (né le 9 janvier 1927 à San Cristóbal de las Casas au Mexique, décédé le 22 mars 2008 à Monterrey), était un cardinal mexicain de l'Église catholique romaine, archevêque de Monterrey de 1984 à 2003.

## Biographie

### Prêtre
Après avoir étudié au séminaire pontifical de Montezuma, dans l’État du Nouveau-Mexique aux États-Unis, et à Rome à l'Université pontificale grégorienne, où il a obtenu un doctorat en théologie, Adolfo Antonio Suárez Rivera est ordonné prêtre le 8 mars 1952 à Rome pour le diocèse de Chiapas au Mexique.
Comme prêtre, il a été pendant dix ans enseignant et directeur spirituel au séminaire de San Cristóbal de las Casas. Il a ensuite pris des responsabilités diocésaines, en particulier dans le domaine de la famille et de la catéchèse.

### Évêque
Nommé évêque de Tepic au Mexique le 14 mai 1971, il a été consacré le 15 août suivant. Il devient évêque de Tlalnepantla le 8 mai 1980, puis archevêque de Monterrey le 8 novembre 1984.
Il préside la Conférence de l’épiscopat mexicain de 1988 à 1994.
Il s'est retiré de cette charge le 25 janvier 2003 pour raison d'âge.

### Cardinal
Il est créé cardinal par Jean-Paul II lors du consistoire du 26 novembre 1994 avec le titre de cardinal-prêtre de Nostra Signora di Guadalupe a Monte Mario.
En 2005, bien que remplissant les conditions pour être électeur, il ne participera pas pour des raisons de santé au conclave qui élit le pape Benoît XVI.
Le cardinal décède le samedi saint, le 22 mars 2008, à Monterrey, au Nuevo León.